# Carl Störmer

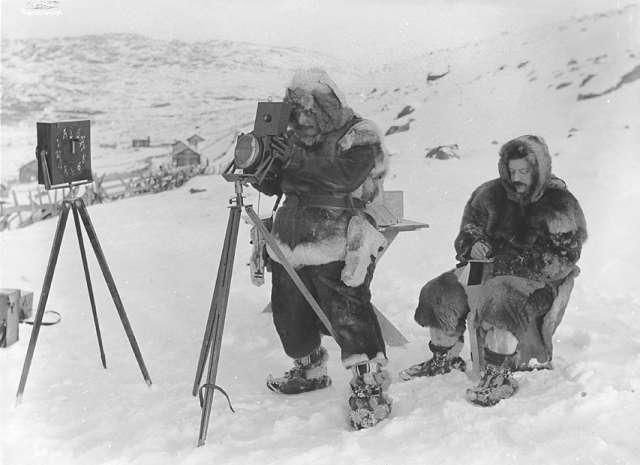
Störmer és Birkeland méréseket végez (1910)

Carl Störmer, Fredrik Carl Mülertz Störmer (SKien, 1874. szeptember 3. – Oslo, 1957. augusztus 13.) norvég geofizikus, matematikus.
Carl Störmer elméleti és kísérleti eredményeivel jelentősen hozzájárult a sarki fény megértéséhez, ami később a kozmikus sugárzás felfedezéséhez és tanulmányozásához vezetett.
Neve más írásmóddal: Carl Størmer, Carl Stormer

## Élete
Carl Störmer Georg Ludvig Störmer gyógyszerész és Henriette Mülertz egyetlen gyermekeként született Skienben, de a család később Oslóba költözött.
Gyermekkorától kezdve mély érdeklődést mutatott a természettudományok, a csillagászat, a fizika, a kémia, a meteorológia, a geológia és a növénytan iránt. Tizenhat éves kora körül érdeklődése kizárólag a tiszta matematika felé fordult.
1892-1897 között a Kristianai (ma: Oslo) egyetemre járt. A következő évben candidatus realium végzettséget szerzett (ez ma doktori végzettségnek felel meg) és ötéves kutatói ösztöndíjat ajánlottak neki, ami lehetővé tette, hogy a párizsi Sorbonne-on és a göttingeni egyetemen folytassa tanulmányait.
1900-ban megnősült, felesége Ada Clauson; a párnak öt gyermeke volt, három fiú és két lány. 1903-ban Störmert az oslói egyetem matematikai tanszékének élére nevezték ki. Az állást 43 éven át töltötte be, egészen 1946-os nyugdíjba vonulásáig.

## Tudományos munkái
Az egyetemen kollégája, Kristian Birkeland fizikus bemutatta neki a katódsugárzás viselkedését mágneses térben. Kísérleteikben felmágnesezett gömböt bombáztak katódsugarakkal vákuumban, így képesek voltak az északi fényhez hasonló jelenséget produkálni. Störmer részletes elemzést végzett az elektromosan töltött részecskék mágneses térben való útvonalára vonatkozóan. Számításaiban numerikus integrálást és differenciálegyenleteket használt (ez jóval az elektronikus számítógépek feltalálása előtti időszakban volt). 1907-ben leírta azt az útvonalat, amiben a töltött részecske „csapdába esett” a mágneses térben. Bár a kortársai között nem keltett feltűnést ez az elvont matematikai eredmény, 50 év múlva drámai igazolást nyert a gyakorlatban, amikor az 1958-as Geofizikai Évben felbocsátott amerikai Explorer–1  műhold mérései alapján James Van Allen felfedezte a később róla elnevezett sugárzási öveket a Föld körül, amiben elektromosan töltött részecskék csavart pályán áramlanak a Föld mágneses terében.
1909-ben Störmer intenzív fényképezésbe kezdett a sarki fényre vonatkozóan. A munka során parallaktikus módszert használt, aminek bázisvonala 27 km is volt.  Ezzel a módszerrel képes volt meghatározni azt a föld feletti magasságot, ahol a sarki fény keletkezett. Fényképarchívumában több mint 40 000 fénykép volt található.
Störmer az eredményeit a Photographic Atlas of Auroral Forms című, sok fényképet tartalmazó munkájában adta közre, ami 1930-ban jelent meg. Egész életének kutatási eredményeit, írásait összegző könyve The Polar Aurora címmel jelent meg 1955-ben.
1906-tól az Acta Mathematica folyóirat társszerkesztője. 1912-ben a Wilson-hegyi Obszervatórium kutatási munkatársa lett.

### A Störmer-elmélet[1]
1907 körül kidolgozta az elektromosan töltött ionok mágneses dipólus terében való mozgását leíró elméletét.  Bár az elmélet a sarki fény leírására született, főleg a kozmikus sugarak vizsgálatában alkalmazzák. Az elmélet szerint ha a kozmikus sugarak nagy távolságból érkeznek és a Föld mágneses terét dipólusként lehet leírni, akkor az alacsony energiájú részecskék nem tudják elérni a Föld egyes részeit. A Föld minden pontjára meghatározható az az energiaszint (például a protonok számára), aminél kisebb energiával rendelkező részecskék nem érkeznek le a felszínre. Ennél az energiaszintnél kissé nagyobb energiával rendelkező protonok képesek elérni a felszínt, ha nyugati irányból érkeznek, de keleti irányból szintén nem.

## Díjak, elismerések
- Az International Union of Geodesy and Geophysics [IUGG] keretein belül működő International Association of Terrestrial Magnetism and Electricity sarki fényt tanulmányozó bizottságának elnökévé választják
- A „Második nemzetközi sarki év” (1932-1933) sarki fényt tanulmányozó bizottságának elnökévé választják
- 1922-ben a sarki fénnyel kapcsolatos kutatásai miatt Janssen-díjat kap a Párizsi Tudományos Akadémiától
- Tiszteletbeli doktori címet adományoz neki az Oxfordi Egyetem, a Koppenhágai Egyetem és a Sorbonne
- 1936-ban megválasztják a Matematikusok nemzetközi kongresszusának elnökévé

## Művei
- Photographic Atlas of Auroral Forms, 1930
- The Polar Aurora, 1955, Oxford, Clarendon Press